# Torre dei Rigaletti
La torre dei Rigaletti o dei Gherardini è un edificio storico del centro di Firenze, situato in via Lambertesca 28r, angolo chiasso Cozza.

## Storia
Era qui un'antica torre già della famiglia Rigaletti, poi pervenuta ai Girolami e quindi a certi Del Moro, tessitori di drappi, per entrare infine a far parte delle proprietà dei Gherardini, che possedevano anche una sull'altro lato della strada, inglobata in palazzo Bartolommei Buschetti e crollata nella seconda guerra mondiale.
Scapitozzata alla fine del Duecento, la torre in questione fu più volte manomessa nei secoli successivi. Restaurata nel 1927, fu gravemente danneggiata dall'esplosione delle mine nell'agosto 1944, che tuttavia lasciarono in piedi la facciata e il lato occidentale della fabbrica per tutta la sua altezza. Nonostante il pericolo di crollo fu quindi deciso dalla Soprintendenza ai Monumenti di tentare il consolidamento di quanto conservato e la ricostruzione di quanto distrutto con l'impiego delle pietre recuperate dalle macerie, cercando nell'occasione di riportare il tutto alla sua originaria fisionomia e affidando all'architetto Nello Baroni la direzione del cantiere, chiuso entro il 1946.

## Descrizione

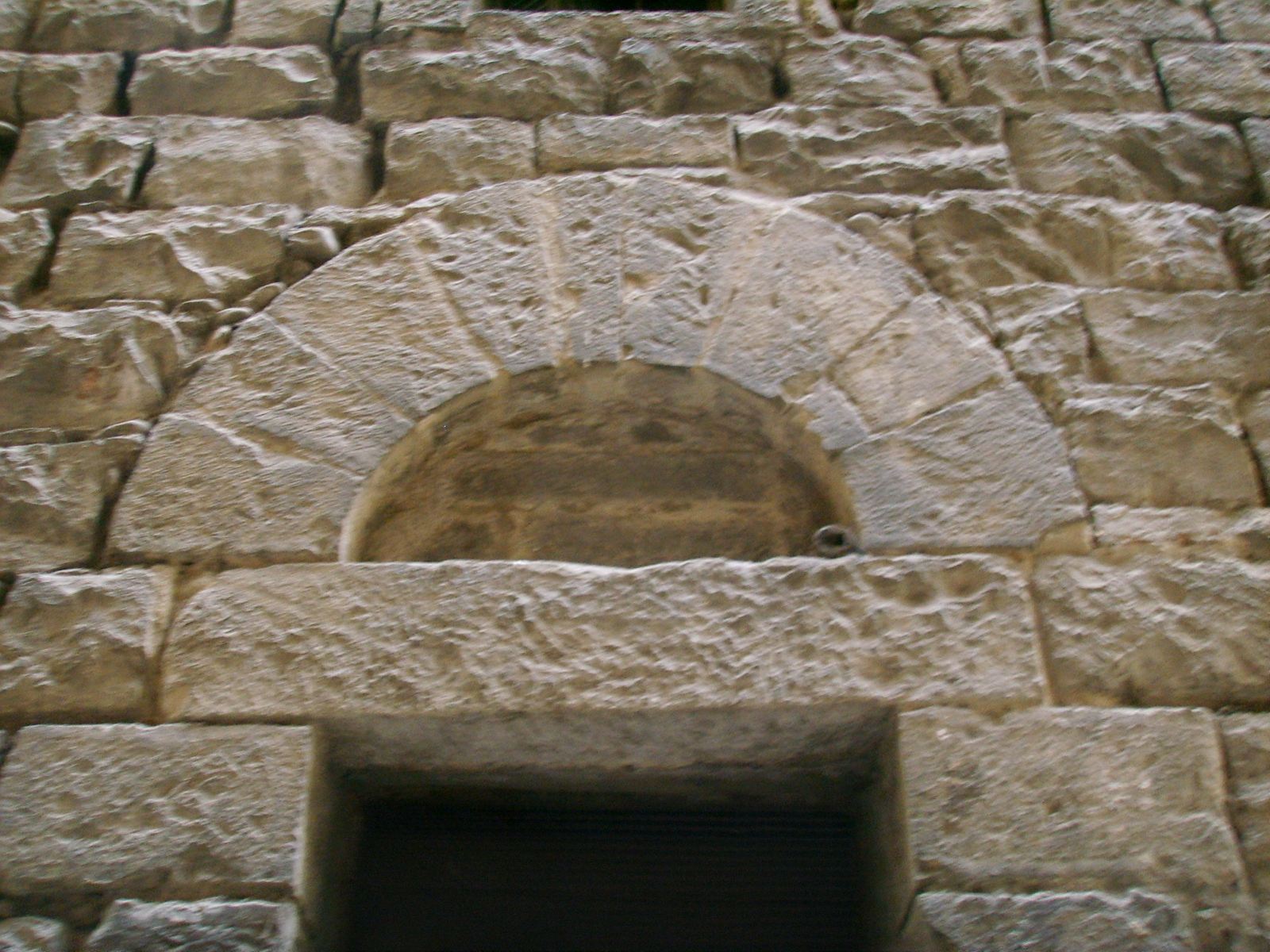
Il portalino sul chiasso Cozza

Nel repertorio di Bargellini e Guarnieri la si dice "non guasta da eccessivi interventi ma che potrebbe essere meglio curata", con riferimento probabilmente all'annerimento delle pietre esterne tuttora visibile. Presenta un tipico rivestimento in filaretto, con il portale su via Lambertesca segnato da un piattabanda composta da tre conci (quello centrale a forma di cuneo, i due laterali di forma trapezoidale), con arco di scarico. Ai piani superiori sono visibili numerose buche pontaie e due aperture asimmetriche, non in asse, architravate e sormontate da piccoli archivolti. La sommità della torre è costituita da un'altana coperta con capriate lignee di recente costruzione.
Sul fronte laterale esiste una porta architravata più piccola e una serie di finestre non in asse, tra cui spicca quella più piccola, immediatamente al di sopra della porta, che sembra di essere di origine più antica. 
Sul fianco sinistro della torre dei Rigaletti è addossato un palazzo di recente costruzione: entrando nell'ingresso dell'edificio si trova ancora, faccia a vista, il filaretto di pietra della torre.

## Bibliografia

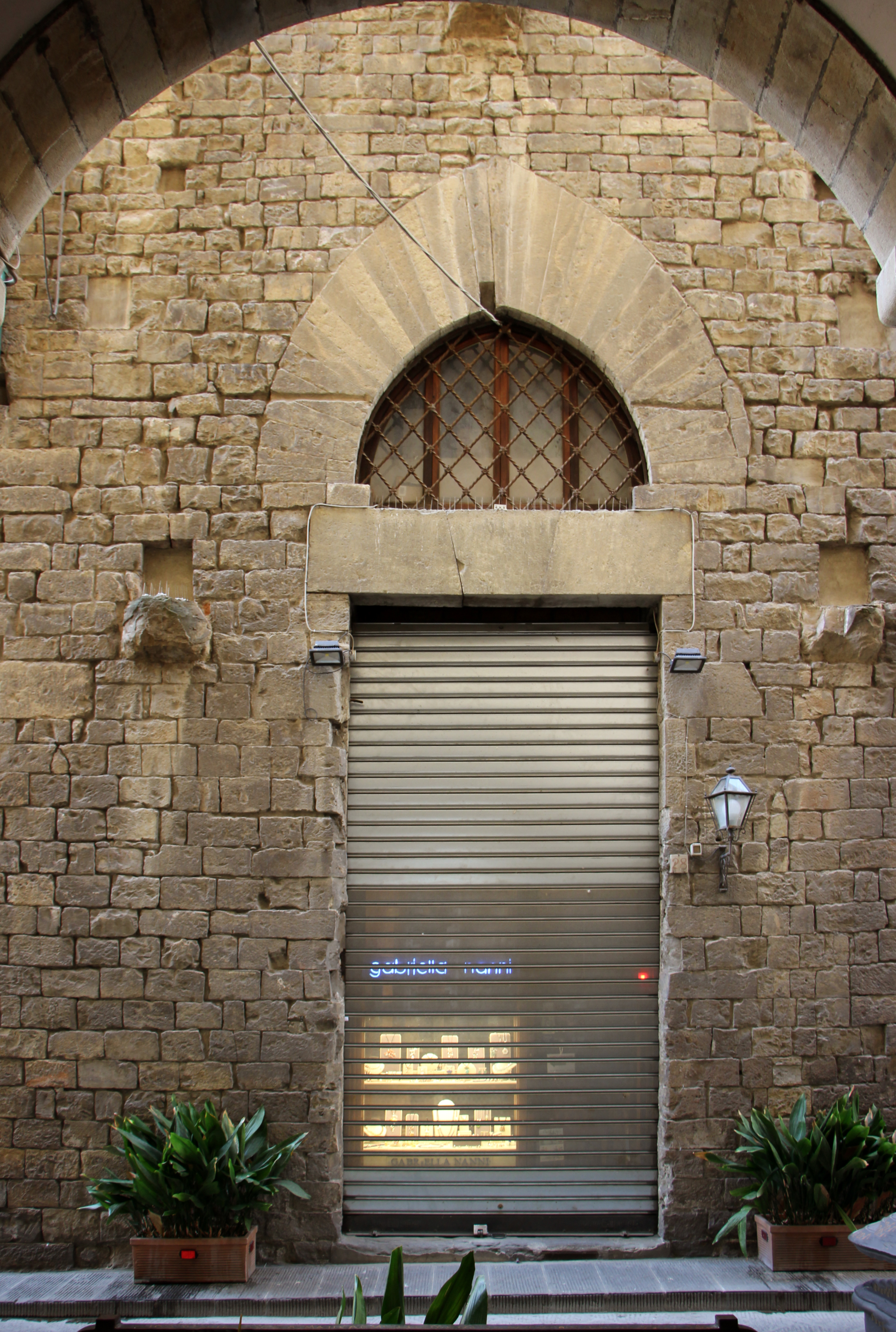
Il portale principale